# Філідор рудохвостий
Філідо́р рудохвостий (Anabacerthia ruficaudata) — вид горобцеподібних птахів родини горнерових (Furnariidae). Мешкає в Південній Америці. Раніше цей вид відносили до роду Філідор (Philydor), однак за результатами молекулярно-генетичного дослідження, опублікованого у 2011 році, він був переведений до роду Тікотіко (Anabacerthia).

## Опис
Довжина птаха становить 16-17 см, вага 21-32 г. Спина і крила сірувато-оливкові, хвіст яскраво-рудий. Навколо очей світлі кільця, щоки темні, горло біле або кремове. Груди оливково-жовті, живіт темно-оливково-жовтий.

## Підвиди
Виділяють три підвиди:
- A. r. ruficaudata (d'Orbigny & Lafresnaye, 1838) — Бразильська Амазонія (від Амазонасу до Мараньяну), південний схід Перу (схід Укаялі) і північна Болівія;
- A. r. subflavescens (Cabanis, 1873) — східні схили Анд в Еквадорі і Перу;
- A. r. flavipectus (Phelps & Gilliard, 1941) — південно-східна Колумбія (на південь від західної Мети і Ваупесу), південно-східна Венесуела (на південь від центрального Амасонасу і північно-західного Болівару), Гвіана і північно-східна Бразилія (Рорайма, Амапа).

## Поширення і екологія
Рудохвості філідори мешкають в Колумбії, Венесуелі, Гаяні, Французькій Гвіані, Суринамі, Бразилії, Еквадорі, Перу і Болівії. Вони живуть у вологих рівнинних тропічних лісах і на болотах. Зустрічаються на висоті до 1300 м над рівнем моря, переважно на висоті до 900 м над рівнем моря.